# Gesiùn di Piverone

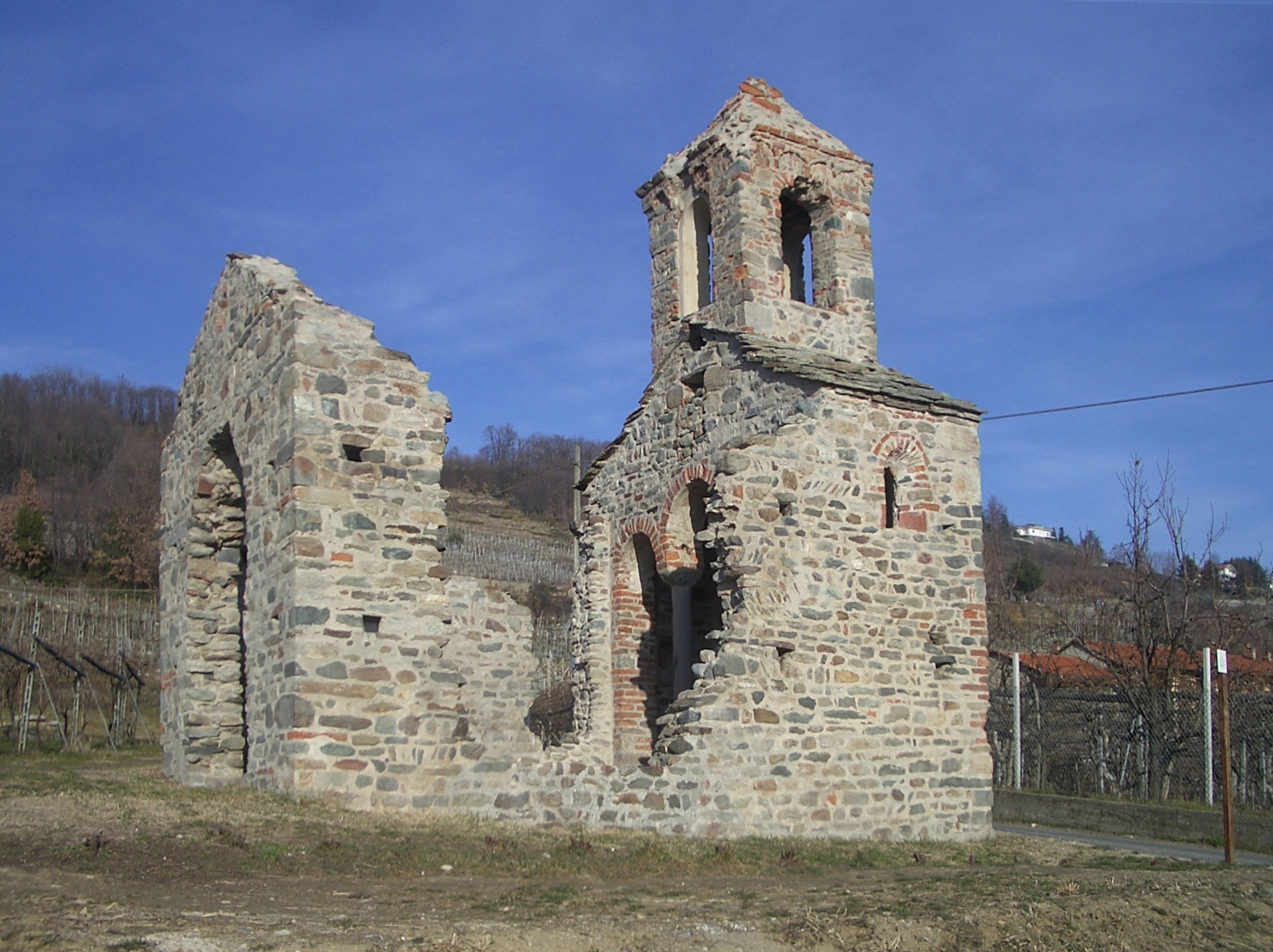
Il Gesiùn a Piverone

Gesiùn è il nome piemontese con cui è comunemente noto un edificio sacro, di cui ora rimangono solo le rovine, situato nel comune di Piverone (TO), in località Torrone. Le rovine sorgono completamente isolate all'incrocio di due stradine di campagna in mezzo a vigneti e campi coltivati. Per le sue caratteristiche architettoniche il Gesiùn  (letteralmente "chiesona", a dispetto delle modeste dimensioni dell'edificio) rappresenta una delle testimonianze più singolari, e anche anomale, dell'architettura romanica nel Canavese e sicuramente uno dei punti più suggestivi del tratto canavesano della via Francigena. 

## Storia e struttura architettonica
Non si hanno notizie storiche sull'origine della chiesa; alcune caratteristiche architettoniche  dell'edificio portano a collocare la datazione tra la fine del X e la metà dell'XI secolo, altre fanno pensare a una datazione ancora più antica
I ruderi che si sono conservati sino ai nostri giorni vengono identificati con la chiesa dedicata a San Pietro, in località "Sugliaco", dove in antico sorgeva un centro abitato. Si tratterebbe dunque della ecclesia suliacj citata per la prima volta in un documento del 14 giugno 1227. Un'ipotesi alternativa è che si tratti della chiesa San Pietro di Livione, una borgata che all'inizio del XIII secolo contribuì alla fondazione del borgo franco di Piverone.
Quanto resta dell'edificio in pietre e mattoni, diroccato in più punti (e fino a pochi anni fa completamente sommerso dagli arbusti), lascia ancora chiaramente comprendere la sua originaria struttura architettonica, con la navata unica ed il presbiterio che si conclude con un'abside poco pronunciata. Le dimensioni della navata sono molto ridotte: 4,62 m in lungo e 3,80 m in largo; l'abside semicircolare ha solo 80 cm di raggio. La navata era coperta da un solaio, di cui ancora si vedono alcuni incastri nei muri.
Alquanto suggestiva è la struttura che divide la navata dal presbiterio, costituita da due lesene in pietra e mattoni addossati alle pareti laterali che, assieme a due colonnine in granito con capitelli cubici, sorreggono i tre archi (triforium) che immettono al presbiterio, di cui quello centrale ha dimensioni maggiori. I blocchi in pietra sui quali poggiano le colonnine costituiscono verosimilmente materiali di recupero di epoca romana (forse erano inglobate in un rivestimento che le rendeva cilindriche ). Il presbiterio è coperto lateralmente da due volte a botte rampanti, mentre al centro doveva esserci una piccola volta centrale a crociera, ora crollata. Al di sopra del presbiterio si innalza un singolare campanile (quasi in forma di tiburio) che presenta su ciascuno dei quattro lati una finestra sormonta da un piccolo cornicione con archetti pensili in cotto.
La singolarità delle struttura architettonica è sottolineata da C. Caramellino che, nella sovraccopertina del testo L'arte romanica in Piemonte, Val d'Aosta e Liguria, la descrive in questi termini "[...] è singolare la struttura del "Gesiun" di Piverone, ad aula unica ma con la soluzione nel bema del triforium con volte a botte rampanti verso un campanile tiburio, che non trova riscontri se non nella chiesa di Santa Maria di Mili in Sicilia, di fondazione basiliana".
I lavori di restauro hanno consentito di riportare alla luce, nella zona presbiteriale, un frammento di affresco con una mano che sostiene un libro, opera collocabile forse nel XV secolo. Si può ipotizzare che sia parte di una perduta raffigurazione di San Pietro, santo al quale la chiesa era dedicata.

## Galleria d'immagini

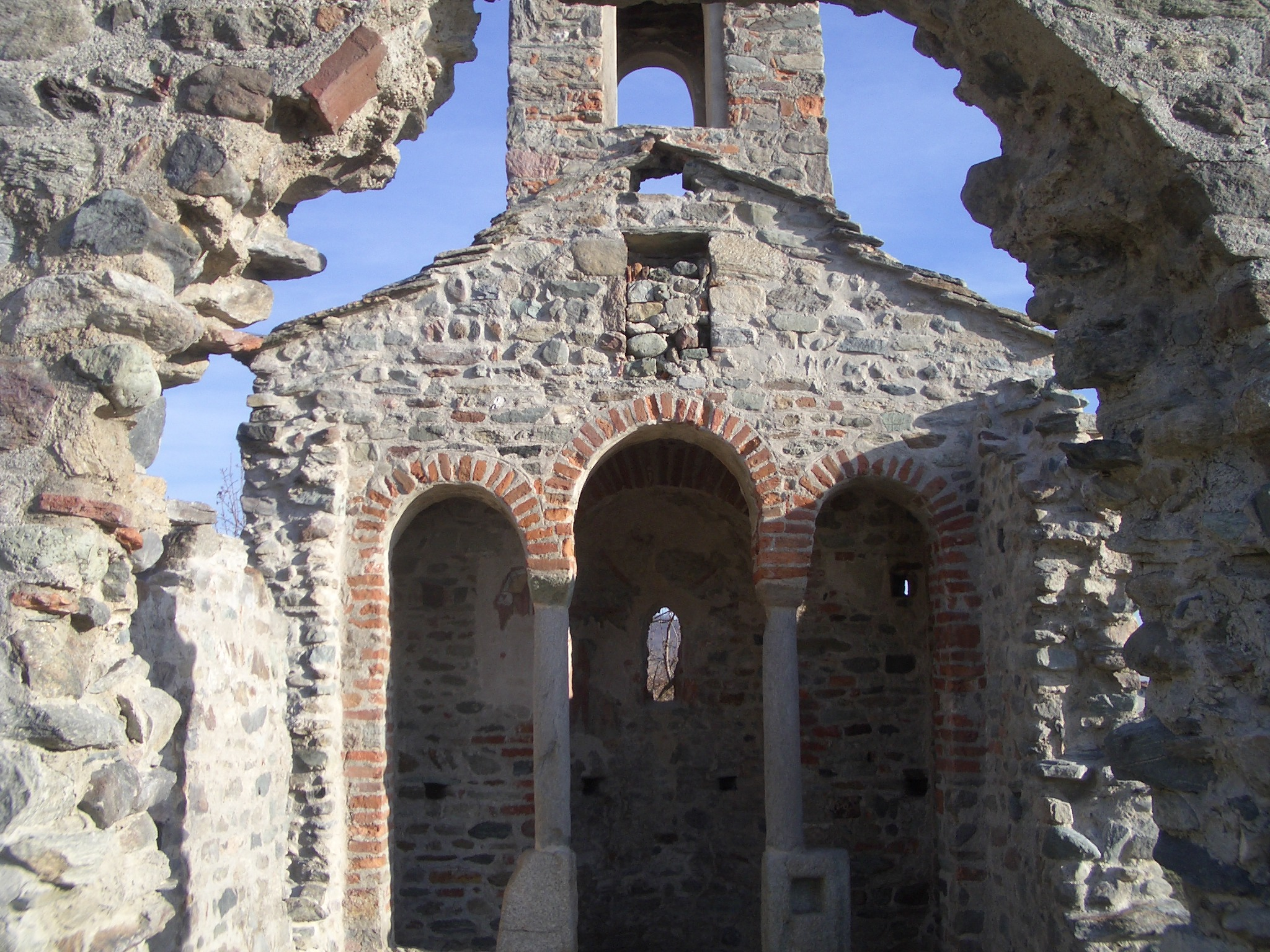
I tre archi che immettono nel presbiterio
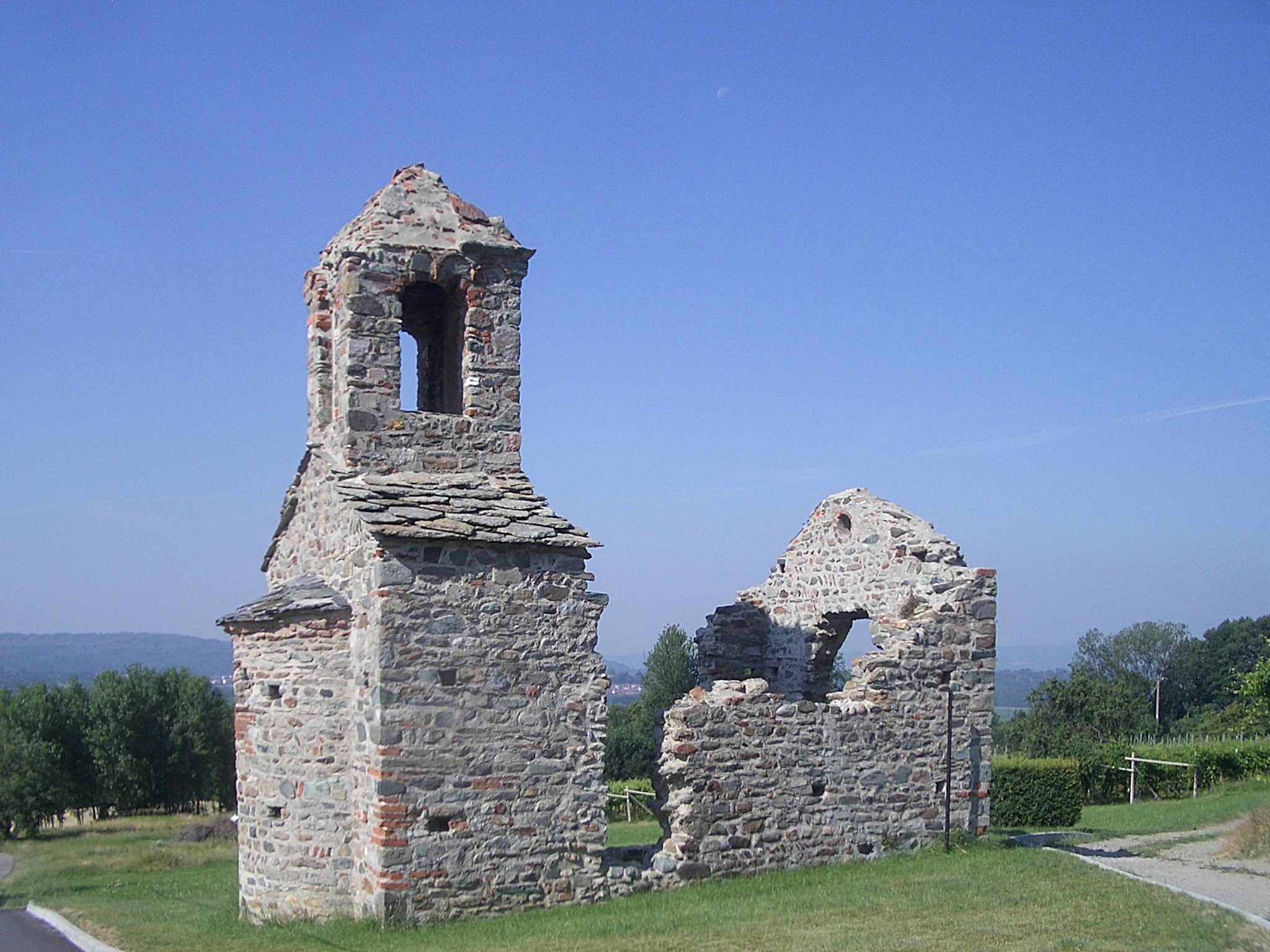
Veduta del campanile e dell'abside
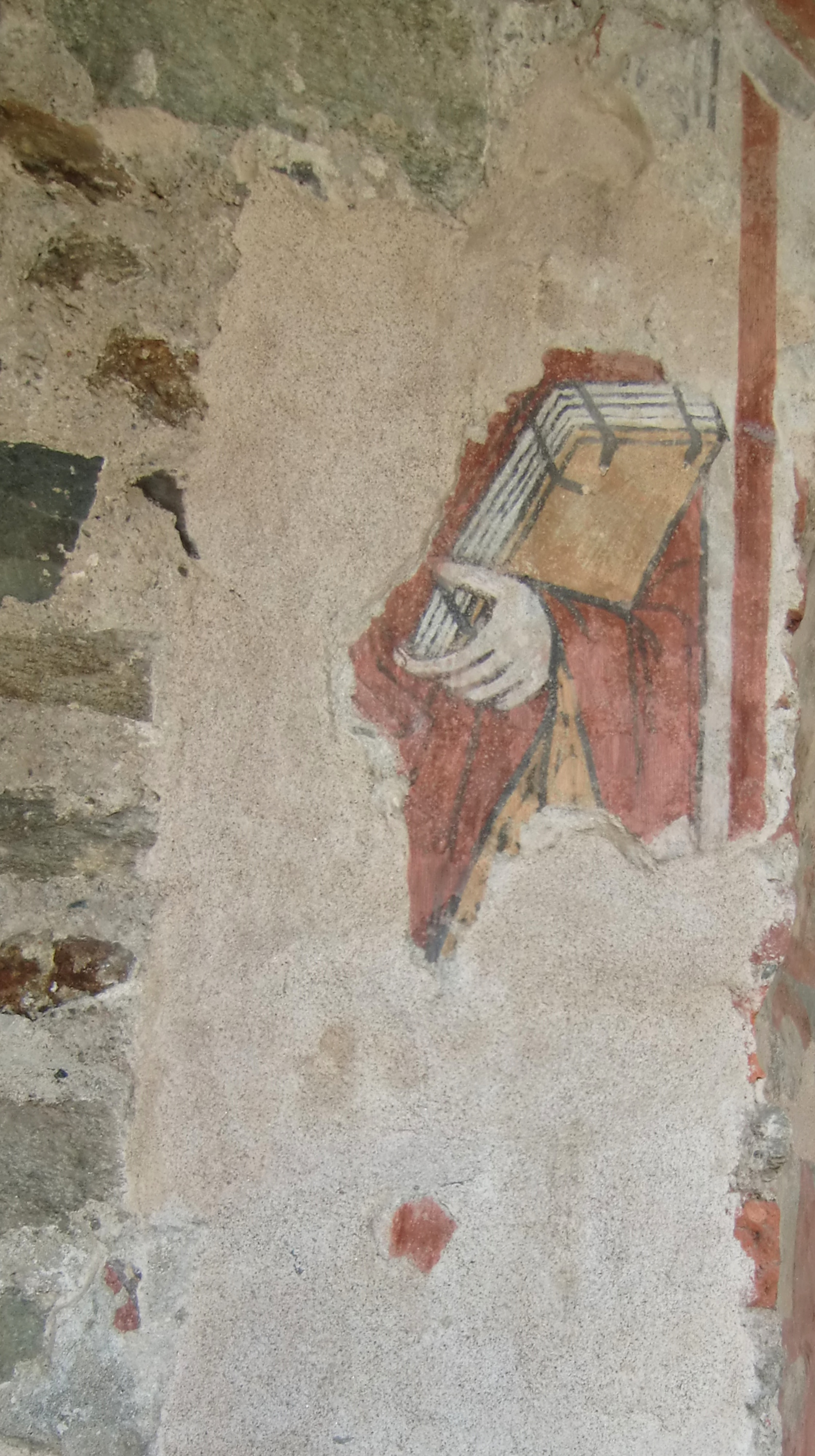
Frammento di affresco (già raffigurante San Pietro?) forse del XV secolo